# Денизли
Денизли (тур. Denizli) или Атуда (грч. Αττούδα) је град у Турској у вилајету Денизли. Према процени из 2009. у граду је живело 492.815 становника.

## Становништво
Према процени, у граду је 2009. живело 492.815 становника.
| 1990.   | 2000.   |
| ------- | ------- |
| 237.918 | 357.557 |